# Мэншн-Хауз
Мэншн-Хауз (англ. Mansion House, дословно «особняк») — здание в Лондоне, официальная резиденция лорд-мэра. Памятник архитектуры I степени.
В настоящее время используется для некоторых официальных мероприятий лондонского Сити, включая два ежегодных ужина. На пасхальном банкете главным оратором является министр иностранных дел, после которого с ответной речью выступает декан дипломатического корпуса, то есть иностранный посол, дольше всех работающий в стране. В начале июня с речью о состоянии экономики Великобритании, получившей название «Доклад в особняке», выступает министр финансов.

## История

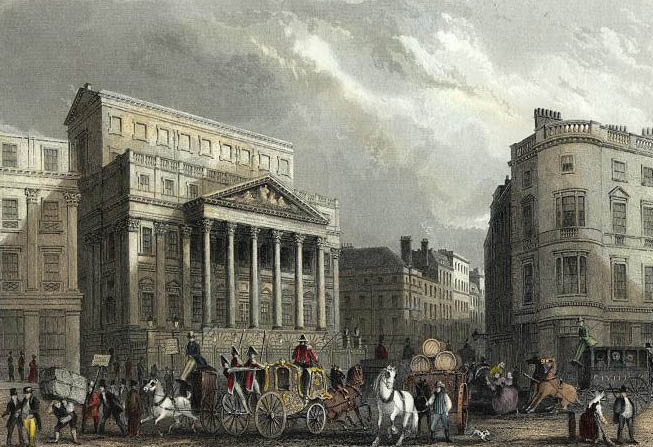
На картине 1837 года виден один из двух высоких аттиковых этажей, прозванных «Гнездо мэра» и «Ноев ковчег»

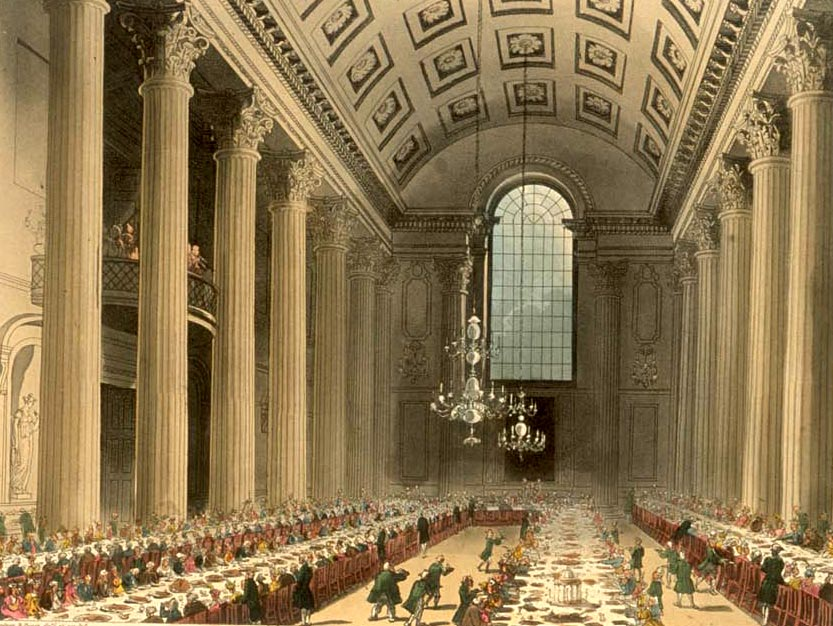
Банкет начала XIX века в Египетском зале

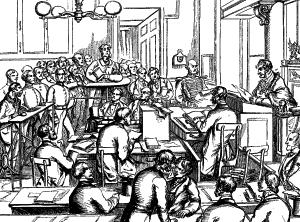
Публичное заседание в Мэншн-Хауз (ок. 1840)

Мэншн-Хауз был построен между 1739 и 1752 годами в палладианском стиле архитектором Джорджем Дэнсом Старшим (англ. George Dance the Elder). Ранее участок занимал продовольственный рынок Stocks Market, который к моменту закрытия в основном использовалась для продажи трав. Возведение здания было вызвано желанием положить конец неудобной практике размещения лорд-мэра в одной из ратуш. Джордж Дэнс выиграл конкурс проектов, превзойдя предложения приглашенных архитекторов Джеймса Гиббса и Джакомо Леони и самостоятельно подавших заявки Бэтти Лэнгли и Исаака Уэра. Строительство затянулось из-за обнаруженных на участке родников, что потребовало углубить закладку фундамента.
Первоначальное здание имело два аттиковых этажа, названных «Гнездо мэра» и «Ноев ковчег». В 1795 году Джордж Дэнс Младший (англ. George Dance the Younger) закрыл крышей внутренний дворик и приказал снести «Ноев ковчег». В том же году вместо парадной лестницы были обустроены ещё две комнаты. В 1835 году лестница у входа была сокращена до одного пролета, а в 1842 году после реконструкции бального зала было снесено и «Гнездо мэра». Отдельный вход для лорд-мэра с улицы Уолбрук был построен в 1845 году, а в 1849 году бывшая комната Меченосца была переделана в комнату Правосудия, фактически магистратский суд Сити, который работал здесь до 1999 года, после чего переехал в здание на противоположной стороне улицы Уолбрук.

## Финансирование
Средства на строительство Мэншн-Хауз были получены необычным способом: городские власти, все представители англиканской церкви, нашли способ ввести побор с представителей других христианских конфессий, в частности, нонконформистов. Представитель унитарианства Сэмюэл Шарп, банкир днём и египтолог-любитель ночью, писал об этом в 1830-х годах, критикуя Акт о присяге. Статья была переиздана в 1872 году. Шарп утверждал, что Мэншн-Хауз «остается памятником несправедливого обращения с нонконформистами [в XVIII веке]». Уильям Эдвард Хартпол Леки в своей History of England during the Eighteenth Century (1878) описывает финансирование строительства Мэншн-Хауз как «очень скандальную форму преследования».
Существует более ста ливрейных компаний, старшие члены которых образуют особый электорат, известный как Корпорация лондонского Сити. В 1748 году Корпорация лондонского Сити придумала хитрый ход для сбора денег, приняв подзаконный акт о наложении крупного штрафа на любого человека, который отказался баллотироваться на выборах или который, будучи избранным на должность, отказался исполнять свои обязанности. Чтобы принять пост шерифа лондонского Сити, человек должен был «принять причастие согласно англиканскому обряду» в течение предыдущего года. Это было именно то, что английские нонконформисты по совести не могли сделать. «Кажется почти невероятным, если бы не широко подтверждённые факты, что в этих обстоятельствах лондонский Сити систематически избирал богатых нонконформистов на должность, чтобы в ответ на отказ от причастия их оштрафовать, и таким образом выманить у них не меньше 15 000 фунтов стерлингов. Избиратели отдавали голоса этим нонконформистам с ясным пониманием того, что те не будут исполнять свои обязанности, и единственной целью является вымогательство денег. Один из тех, кого выбрали, был слепым; другой — прикован к постели». Некоторые пытались подать апелляцию, но процесс был чрезвычайно рискованным и дорогостоящим, поскольку все козыри были на руках у Сити. В конце концов, человек по имени Эванс начал судебный процесс, который длился десять лет; в 1767 году палата лордов, опираясь на Акт о веротерпимости 1688 года, согласилась с лордом Мэнсфилдом и постановила ограничить злоупотребление властью со стороны Сити. Известно, что некоторые нонконформисты, чтобы избежать поражения в правах, вроде подобного финансового преследования, причащались в своей приходской церкви один раз в год; во фразеологии того времени это называлось «occasional conformity» (буквально «подчинение время от времени»). Именно благодаря такой практике лорд-мэром стал Томас Абни.
Марк Твен пересказал эту историю в книге «Янки из Коннектикута при дворе короля Артура» (1889).

## Архитектура

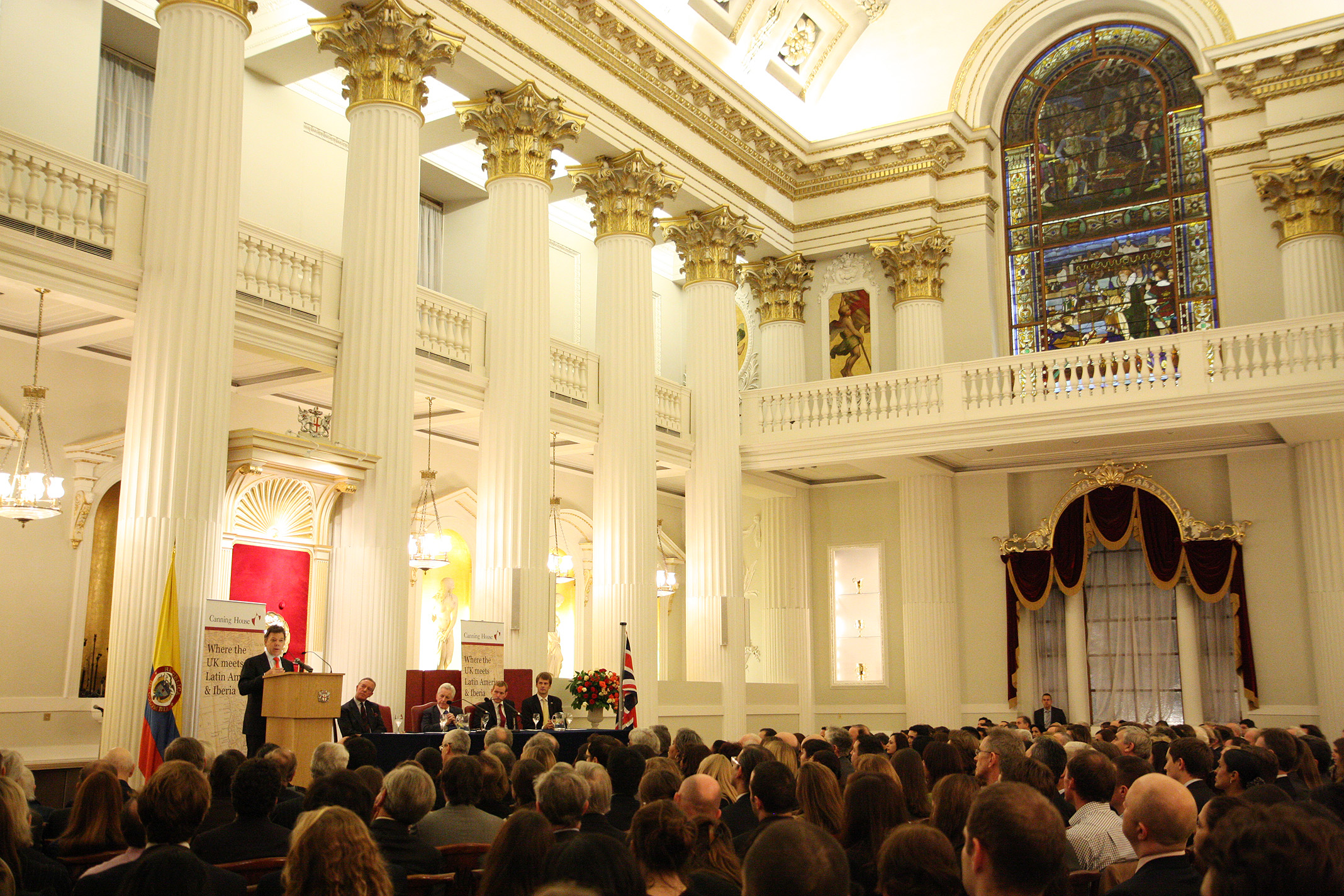
Египетский зал (2011)

Мэншн-Хауз имеет три основных этажа над рустованным цокольным этажом. На входном фасаде имеется портик с шестью колоннами коринфского ордера, поддерживающими фронтон. Скульптура в тимпане выполнена Робертом Тейлором, который изобразил символическую фигуру Лондонского Сити, топчущего своих врагов. Первоначально здание имело две заметные и необычные аттиковые конструкции с обоих краёв, которые были удалены в 1794 и 1843 годах. Здание расположилось на тесном участке, о чём Джон Саммерсон писал: «Оно оставляет впечатление неприятно сжатой массы», добавляя, что «в целом здание является ярким напоминанием о том, что хороший вкус не был универсальной характеристикой в восемнадцатом веке». «Египетский зал», главное помещение для приёмов, получило название по расположению колонн, которое Витрувий считал «египетским». Никакие египетские мотивы в оформлении зала не использовались. В стенах зала предусмотрено 20 ниш для скульптур. Первоначально здесь находился открытый двор, позже превращённый в главный зал.
В резиденции раньше располагался суд, поскольку лорд-мэр является главным магистратом Сити. Для содержания подсудимых имелось одиннадцать камер: десять для мужчин и одна, получившая название «птичья клетка», для женщин. Известной узницей Мэншн-Хауза была суфражистка начала XX века Сильвия Панкхерст.

## Коллекция произведений искусства
В Мэншн-Хауз находится коллекция картин голландских и фламандских художников XVII века Гарольда Сэмюэля, считающаяся «лучшей коллекция таких работ, созданной в Британии в [XX веке]». В неё входит 84 картины, в том числе выдающиеся работы таких художников, как Хендрик Аверкамп, Жерар Тербох, Питер Клас, Альберт Кёйп, Франс Халс, Питер де Хох, Якоб ван Рёйсдал, Ян Стен, Давид Тенирс-младший и Виллем ван де Вельде. В Мэншн-Хауз также хранится коллекция доспехов, в которую, среди прочего, входят пять церемониальных мечей лондонского Сити.

## Публичный доступ
Мэншн-Хауз обычно закрыт для публики. Тем не менее, могут быть организованы специальные экскурсии, а по вторникам проводятся дни открытых дверей.

## Мэншн-Хауз-стрит
Мэншн-Хауз-стрит — короткая улица перед Мэншн-Хауз, которая соединяет Паултри, Куин-Викториа-стрит и Банк-джанкшен над станцией метро Бэнк.